# Тантлевский, Игорь Романович
И́горь Рома́нович Тантле́вский (род. 19 августа 1961, Ленинград, РСФСР, СССР) — российский историк, библеист, гебраист, исследователь кумранских рукописей, переводчик и исследователь книг библейских Пророков и иудейских псевдоэпиграфов, специалист в области истории философии и теологии. Кандидат исторических наук, доктор философских наук, профессор, заведующий Кафедрой еврейской культуры СПбГУ, директор Международного центра библеистики и гебраистики (с 2001 года также — иудаики), СПбГУ.
Сопредседатель Академического правления Международной ассоциации по иудаике и еврейской культуре (International Association for Jewish Studies and Culture).
Эксперт Российской Академии наук.
Член Экспертного совета Высшей аттестационной комиссии при Министерства образования и науки Российской Федерации по теологии.
Эксперт Федерального агентства научных организаций России.
Член Экспертно-научного совета по образованию при Главном раввине России.
Главный редактор международного рецензируемого журнала Judaica Petropolitana.
Главный редактор международного рецензируемого журнала The Jewish Speech.
Член редколлегии международного рецензируемого журнала «Вопросы теологии».
Член редакционного совета международного рецензируемого журнала «ὉΜΙΛΗΤΙΚΉ. Идеология и общество».
Член редакционной коллегии журнала «International Journal of Philosophy».
Член Российского профессорского собрания (http://profsobranie.ru/).
Scopus Awards Russia 2018: For contribution to science in the field of Arts&Humanities (https://elsevierscience.ru/events/scopus-award/).

## Биография
Выпускник исторического факультета Ленинградского государственного педагогического института.
Окончил аспирантуру Ленинградского отделения Института востоковедения под руководством И. Ш. Шифмана и И. М. Дьяконова, в 1993 году защитил кандидатскую диссертацию по истории (ЛО Института востоковедения РАН), в 1996 — докторскую по философии (Философский факультет СПбГУ).
В 1990—1997 годах — научный сотрудник ЛО Института востоковедения РАН, с 1997 года — доцент/профессор кафедры философии религии и религиоведения, с 1999 года — профессор кафедры философии и культурологии Востока философского факультета СПбГУ.
С 2000 года — директор созданного в СПбГУ совместно с Еврейским университетом в Иерусалиме Международного центра библеистики и гебраистики (с 2001 года также — иудаики) при Философском факультете СПбГУ.
C 2011 года — профессор, заведующий Кафедрой еврейской культуры Санкт-Петербургского государственного университета, созданной в марте того года.
Приглашённый профессор Российско-американского учебно-научного центра библеистики и иудаики РГГУ.
Работы посвящены истории и учению Кумранской общины, истории и мировоззрению Израиля и Иудеи эпохи Первого и Второго Храмов, вопросам библеистики, переводу и исследованию книг библейских Пророков и иудейских псевдоэпиграфов, истории античной философии, философии Спинозы.